# Gießener Allgemeine Zeitung

Logo der Alsfelder Allgemeinen

Die Gießener Allgemeine Zeitung (bis 1966 Gießener Freie Presse) ist eine von Montag bis Samstag erscheinende regionale Tageszeitung für die Stadt und den Landkreis Gießen. Im Vogelsbergkreis erscheint ihre Lokalausgabe Alsfelder Allgemeine. Die Tageszeitung wird von der zu Zeitungsgruppe Ippen gehörenden Mittelhessische Druck- und Verlagshaus GmbH & Co. KG herausgegeben. Die verkaufte Auflage beträgt 20.675 Exemplare, ein Minus von 36,9 Prozent seit 1998.

## Geschichte
Am 2. Januar 1946 erteilte die Militärregierung die Lizenz Nr. 26 W zur Herausgabe der Gießener Freien Presse. Am 8. Januar 1946 erschien die erste Ausgabe. Die ersten Herausgeber waren Adolf Weller und Julius Hahn, diese wechselten am 3. Juni 1948 zu Adolf Weller und Hans Rempel.
Der Leitartikel „Mitbestimmung“ vom 24. Juli 1948 von Hans Rempel führte zu einer heftigen Kontroverse mit der Gewerkschaft, zur Entlassung eines Redaktionsmitgliedes und schließlich zum ersten Streik in der Bundesrepublik Deutschland.
Die Gießener Allgemeine überarbeitete 2017 ihren kompletten Online-Auftritt unter Verwendung des Redaktionssystems des Ippen-Konzerns, mit dem dessen Münchener Zentralredaktion unabhängig von der Gießener Redaktion Artikel einstellen kann.

## Auflage
Die Gießener Allgemeine Zeitung hat wie die meisten deutschen Tageszeitungen in den vergangenen Jahren an Auflage eingebüßt. Die verkaufte Auflage beträgt 20.675 Exemplare, ein Minus von 36,9 Prozent seit 1998. In der Auflage ist die Alsfelder Allgemeine enthalten. Der Anteil der Abonnements an der verkauften Auflage liegt bei 92,9 Prozent.
| 1998  | 1999  | 2000  | 2001  | 2002  | 2003  | 2004  | 2005  | 2006  | 2007  | 2008  | 2009  | 2010  | 2011  | 2012  | 2013  | 2014  | 2015  | 2016  | 2017  | 2018  | 2019  | 2020  | 2021 | 2022 | 2023 | 2024  |
| ----- | ----- | ----- | ----- | ----- | ----- | ----- | ----- | ----- | ----- | ----- | ----- | ----- | ----- | ----- | ----- | ----- | ----- | ----- | ----- | ----- | ----- | ----- | ---- | ---- | ---- | ----- |
| 32782 | 32723 | 32337 | 32033 | 31439 | 31031 | 31223 | 31279 | 30793 | 30256 | 29504 | 29067 | 28644 | 28050 | 27461 | 26758 | 25846 | 25181 | 24525 | 23886 | 23599 | 23318 | 23126 |      |      |      | 20937 |